# Корзинка с хлебом
«Корзинка с хлебом» — картина испанского художника Сальвадора Дали, написанная в 1945 году. Находится в Театре-музее Дали в Фигерасе.

## Информация о картине
На том же самом тёмном фоне, словно время остановилось, возвращается в мир тот же хлеб, что был написан Дали двадцатью годами ранее. Впрочем, став нетленным благодаря устойчивым стилевым пристрастиям Дали, этот хлеб в момент своего второго пришествия стал ещё более совершенным.

В 1941 году Дали заявил, что намерен «сделаться классическим», — эволюция, которую предвещало его изучение художников Итальянского Возрождения и которая, по всей видимости, отражала его ощущение, что собственная психическая биография как источник сюжетов уже исчерпана. Начиная с этого времени, Дали все чаще обращается за вдохновением ко внешнему миру. В отличие от других пионеров современного искусства, живопись Дали всегда была тщательно выполнена, и в 1940-х годах его стиль еще больше приблизился к академическому идеалу прошлого века, воспринимавшемуся как нечто вызывающе старомодное. Притяжение традиции, игравшее для художника все большую роль, видно и в этой прекрасно написанной, очень простой работе, где хлеб и корзина кажутся освещенными изнутри и как бы плывущими в темноте. Этот мотив привлек внимание художника, возможно, из-за сходства с картинами любимых им испанских мастеров, таких как Веласкес и Сурбаран. Он также предвещает увлечение Дали религиозными сюжетами, начавшееся в 1950-х годах.